# Comuna Verhnii Koropeț, Muncaci
Verhnii Koropeț (în ucraineană Верхній Коропець) este o comună în raionul Muncaci, regiunea Transcarpatia, Ucraina, formată din satele Bukovînka, Kuceava, Kuștanovîțea și Verhnii Koropeț (reședința).

## Demografie
Componența lingvistică a comunei Verhnii Koropeț
     Ucraineană (95,13%)
     Germană (3,37%)
     Rusă (1,06%)
     Alte limbi (0,37%)
Conform recensământului din 2001, majoritatea populației comunei Verhnii Koropeț era vorbitoare de ucraineană (95,13%), existând în minoritate și vorbitori de germană (3,37%) și rusă (1,06%).